# ペドロ・デ・フェリペ
ペドロ・エウヘニオ・デ・フェリペ・コルテス（Pedro Eugenio de Felipe Cortés、1944年7月18日 - 2016年4月12日）は、スペイン・マドリード出身の元サッカー選手。ポジションはディフェンダー。

## クラブ経歴
マドリードで生まれ、1964年に20歳でラージョ・バジェカーノからレアル・マドリードに移籍した。レアル・マドリードでの1シーズン目はリーグ戦に4試合しか出場出来なかったが、2シーズン目には公式戦通算45試合に出場し、UEFAチャンピオンズカップ制覇に貢献した。
1967年9月28日、すでに新シーズンが始まり、デ・フェリペもリーグ戦4試合に出場していたが、この日に膝の半月板損傷という大怪我を負い、長期の離脱となってしまった。怪我から復帰後の2シーズンはレギュラーとして活躍したが、1970-71シーズンから徐々に出場機会が減少したことで1972年の夏にRCDエスパニョールへと移籍した。1977-78シーズン、公式戦も含め、わずか2試合の出番に終わったことで、33歳で現役を引退した。

## 代表経歴
1973年10月17日、トルコ代表との親善試合にてスペインA代表デビューを果たした。

## 人物
1969年9月14日、FCバルセロナとのエル・クラシコにて、バルセロナ所属のFWミゲル・アンヘル・ブスティージョに対して危険なスライディングを仕掛け、彼のスライディングをもろに受けたブスティージョは完治に約1年間もかかる怪我を負った。

## 他界
2016年4月12日、マドリード市内の病院にてガンによって亡くなった。享年71歳。

## タイトル

### クラブ
レアル・マドリード
- ラ・リーガ : 5回 (1964-65, 1966-67, 1967-68, 1968-69, 1971-72)
- コパ・デル・ヘネリシモ : 1回 (1969-70)
- ヨーロピアン・カップ : 1回 (1965-66)